# Protoneura peramans
Protoneura peramans – gatunek ważki z rodziny łątkowatych (Coenagrionidae). Występuje na terenie Ameryki Centralnej – w Belize, Gwatemali, Hondurasie i Nikaragui.